# Hermaea paucicirra
Hermaea paucicirra is een slakkensoort uit de familie van de Hermaeidae. De wetenschappelijke naam van de soort is voor het eerst geldig gepubliceerd in 1953 door Pruvot-Fol.